# Nathalia Timberg
Nathalia Timberg (ur. 5 sierpnia 1929 w Rio de Janeiro) – brazylijska aktorka. Jest jedną z najlepszych i najbardziej rozpoznawalnych przedstawicielek kina, teatru i telewizji w swoim kraju.  

## Życiorys
Timberg urodziła się i wychowała w Rio de Janeiro. Jej matka jest Belgijką, a ojciec Polakiem. 
W 2020 roku otrzymała Order Narodowy Zasługi Kulturalnej. 

## Filmografia (wybór)
- A Muralha (1968)
- A Sucessora (1978)
- Pantanal (1990)
- Éramos Seis (1994)
- Força de um Desejo (1999)
- Porto dos Milagres (2001)
- O Quinto dos Infernos (2002)
- Celebridade (2003)
- Páginas da Vida (2006)
- Insensato Coração (2011)
- Amor à Vida (2013)
- Babilônia (2015)